# Ruricius Pompeianus
Ruricius Pompeianus (overleden Verona, 312) was een pretoriaanse prefect en commandant van de cavalerie en infanterie onder Maxentius, de keizer van het West-Romeinse Rijk.
Pompeianus werd tijdens de zwaarbevochten Slag bij Verona gedood door troepen van Constantijn I.
Pompeianus wordt slechts kort genoemd in de twee verslagen van de campagne van Constantijn tegen Maxentius. In een lofrede uit het jaar 313 wordt hij "Pompeianus" genoemd. In de tweede bron, ook een van de lofredes in de Panegyrici Latini, door Nazarius, wordt zijn naam gegeven als "Ruricius". Aangezien het duidelijk is dat het om dezelfde persoon gaat, wordt dit conflict meestal opgelost door de twee namen te combineren tot "Ruricius Pompeianus".

## Voetnoten
1. ↑  Jones, A.H.M., J. R. Martindale, J. Morris (1971). The Prosopography of the Later Roman Empire, vol. 1. Cambridge University Press, Cambridge, 713. ISBN 978-0-521-07233-5.